# Тітка Мей
Мей Рейлі Паркер-Джеймсон (англ. May Reilly Parker-Jameson), вона ж тітка Мей (англ. Aunt May) — персонажка коміксів американського видавництва Marvel Comics. Тітка супергероя Пітера Паркера, більш відомого як Людина-Павук. Була дружиною Бена Паркера, поки той не помер, згодом одружилася з Джей Джоном Джеймсоном-старшим, батьком видавця Джей Джони Джеймсона-молодшого, і взяла його прізвище.

## Біографія
Повне ім'я — Мей Рейлі Паркер (May Reilly Parker). Рейлі — її дошлюбне прізвище. Відомо, що вона народилася 5 травня.
В юності увагу Мей Рейлі привертали два молодики: життєрадісний Джонні Джером і тихий Бен Паркер. Мей вибрала Бена і жодного разу не пошкодувала про це. Хоча молодший брат Бена, Річард, постійно потрапляв у складні ситуації, Мей завжди добре ставилася до нього. І коли через роки Річард став батьком, Мей часто доглядала за його сином, малим Пітером Паркером. Після того, як батьки Пітера загинули в авіакатастрофі, хлопчина залишився жити з єдиними рідними людьми. Гармонію в сім'ї Паркер порушив один злочинець, який убив Бена Паркера, що був у нього на шляху під час чергового пограбування. Мей з Пітером залишилися удвох. Пітер ретельно приховував від тітки свої суперздатності, хоча з часом це ставало все важче. Лиходії постійно нападали на будинок Паркер, і тільки дивом тітка витримувала такі стреси. А коли тітонька раптово отримала великий спадок, на ній навіть захотів одружитися доктор Отто Октавиус (він же Доктор Восьминіг), але Павуку вдалося розладнати весілля. Мей багато разів викрадали. Одного разу вона зникла на кілька років. Норман Озборн інсценував її смерть, зануривши тітку в глибокий летаргічний сон. Мей Паркер впоралася і з цим, змогла повернутися до звичного для себе способу життя. Але найбільший шок чекав її попереду. Після однієї з битв Пітер був такий виснажений, що забув сховати свій костюм і заснув мертвим сном. Саме в той вечір Мей прийшла провідати племінника і дізналась страшну правду про Людину-Павука. Через деякий час, Мей вдалося досягти взаєморозуміння з Пітером і примиритися з існуванням Людини-Павука. Тепер вона живе в іншому світі — серед супергероїв, мутантів, магістрів і роботів. Але це її не бентежить. Вона намагається в міру сил підтримувати Пітера, який для неї завжди буде не тільки Людиною-Павуком, але і улюбленим племінником. Мей була знову викрадена і сильно поранена, тому Пітер звернувся за допомогою до Мефісто, який взамін на її порятунок стер всі спогади про подружнього життя Пітера і Мері Джейн, а також спогади людей, які знають справжнє ім'я Пітера. Демон виконав свою частину угоди, і Мей поправилася. Через деякий час вона пошлюбила Джона Джея Джеймсона-старшого, батька видавця газети «Дейлі Багл» Джона Джея Джеймсона-молодшого, в 600-му випуску коміксу The Amazing Spider-Man.

## Інші втілення

### Ultimate Marvel
В Ultimate-всесвіту Мей Паркер молодше і енергійніше, так як там Пітер ще підліток. Вона ненавидить його павукове альтер-его через те, що він носить маску. Працює в якості секретаря і регулярно ходить до терапевта через переживання з приводу смерті чоловіка. Деякий час Мей зустрічалася з Майлзом Уорреном, який в класиці — вчений і суперлиходій Шакал. Згодом, коли Гвен Стейсі (точніше, її клон) раптово повертається до них у будинок, Мей стає моторошно наляканою, і Пітер відкриває їй свою таємницю, щоб спробувати її заспокоїти. Але вона його в гніві віддає на руки батька Річарду Паркеру, який пізніше виявився клоном Пітера, створеним Октавіусом.
Але потім, після смерті Річарда, Мей вибачилася перед Пітером і прийняла його назад разом з Гвен. Під час Ультиматуму, Жінка-павук рятує тітку Мей, та просить Джесіку знайти і повернути Пітера. Але в підсумку тітка Мей отримує разорваную маску Людини-павука від Кітті Прайд, яка разом з Джесікою шукала Паркера.
Після подій Ультиматуму Мей запросила в будинок Джонні Шторм і Боббі Дрейка, яким не було де жити. Після загибелі Пітера Мей почала отримувати матеріальну допомогу від Ніка Ф'юрі. Незабаром тітка Мей і Гвен покинули свій будинок і поїхав у Францію. Але в Парижі тітка Мей і Гвен стикаються з перехожої, яка читала газету, де було написано про нову Людину-павука. Потім Мей Паркер і Гвен Стейсі повернулися в Квінс. Через пару днів вони призначили зустріч нового Людини-Павука — Майлзу Моралесу — на покинутому складі, там вони передали йому пускачі павутини Пітера.

## Поза коміксів

### Фільми
- Людина-павук (2002) — Розмарі Харріс

У першому фільмі Тітка Мей відіграє важливу роль. Вона — любляча тітка Пітера і улюблена дружина для Бена Паркера. Як тільки Бен вмирає, Мей і Пітер залишаються одні. Щоб виманити Пітера, більш відомого як Людина-Павук, Зелений гоблін нападає на Мей і її відправляють до лікарні. Вона поправляється і дає пораду Пітеру щодо Мері Джейн Уотсон. В кінці фільму присутній на похороні Нормана Озборна, який виявився тим самим Зеленим гобліном.
- Людина-павук 2 (2004) — Розмарі Харріс

Тітка Мей була змушена закласти будинок і прийшла з Пітером в банк, щоб поговорити про це. Несподівано в банк прийшов Доктор Восьминіг, який взяв Мей в заручники. Побачивши, що Октавиус приготував Павуку смертоносний сюрприз, Мей б'є його своїм парасолькою і йому не вдається вбити Павука. Цей подвиг змушує Мей змінити негативну думку про Людину-павука на позитивне, і саме її віра в його потрібність допомагає Пітеру повернутися до маски героя.
- Людина-павук 3: Ворог у віддзеркаленні (2007) — Розмарі Харріс

Мей продає будинок і переїжджає в невелику квартиру в центрі міста. На початку фільму Пітер повідомляє їй, що хоче зробити Мері Джейн пропозицію, і вона з радістю віддає йому свою обручку. Потім вона допомагає Йому усвідомити, що не людям вирішувати, кому жити, а кому ні. В кінці вона присутня на похороні Гаррі.
- Нова Людина-павук (2012) — Саллі Філд

У цьому фільмі Мей відповідає версії Ultimate, тільки тут у неї каштанове волосся, а не сиве. Вона також залишається без чоловіка і після цього продовжує опікувати Пітера одна.
- Новий Людина-павук. Висока напруга (2014) — Саллі Філд

### Кіновсесвіт Marvel
- У перезапуску франшизи Людини-павука в рамках кіновсесвіту Marvel роль тітки Мей виконала Маріса Томей, вперше з'явившись у фільмі «Перший месник: Протистояння» 2016 року. Пітер і Мей вже живуть разом, допомагаючи один одному впоратися з втратою Бена, яка сталася за кадром, ще до початку подій фільму. Пітера Паркера вже вкусив радіоактивний павук, але Мей поки не знає про його здібності. Одного разу в їх квартирі з'являється Тоні Старк і пропонує Пітеру стажування в «Старк Індастріз».
- Маріса Томей повернулася до ролі у фільмі «Людина-павук: Повернення додому» 2017 року. В кінці фільму Мей дізнається про здібності Пітера.